# Frank Huxley
Frank Ronald Huxley (* 18. April 1911 in Chester; † 1995) war ein englischer Fußballspieler.

## Karriere
Huxley stand 1933 als Spieler von Manchester YMCA mit der Amateurauswahl von Lancashire im Finale um die Northern Counties Amateur Championship, das allerdings gegen West Riding mit einer 1:5-Niederlage endete. In der Folge spielte Huxley bei den Northern Nomads in der Lancashire Combination, so auch im Oktober 1935, als er für eine Partie beim Drittdivisionär AFC Rochdale aushalf. Die Partie, in der er auf der Linksverteidigerposition Gwyn Jones vertrat, endete mit einer 2:6-Heimniederlage gegen Oldham Athletic. Huxley soll ab der Saison 1936/37 für Horden Colliery Welfare gespielt haben, mindestens bis 1937 findet sich sein Name aber auch weiterhin in Spielberichten der Northern Nomads.